# Грановский, Моисей Лазаревич
Моисей (Михаил) Лазаревич Грановский (1890, Звенигородка, Звенигородский уезд, Киевская губерния, Российская империя — 1941, под Ельней, Смоленская область, РСФСР, СССР) — советский государственный и партийный деятель.

## Биография
Моисей Грановский родился в 1890 году в Звенигородке Киевской губернии.
Окончил Киевский коммерческий институт.
В 1914 году вступил в РСДРП(б).
- 1918-1919 служба в РККА.
- 1919 год — управляющий делами СНК Украинской ССР.
- 1920-1922 заместитель народного комиссара внутренних дел Украинской ССР.
- с мая по октябрь 1922 года — председатель Исполнительного комитета Кременчугского губернского Совета.
- с октября 1922 по октябрь 1923 года — заместитель председателя Исполнительного комитета Одесского губернского Совета.
- с 1 ноября 1923 по 1926 год — ответственный секретарь Амурского губернского комитета РКП(б).
- С ( июля )1927-( ноябрь)1928 ответственный секретарь Дагестанского областного комитета ВКП(б).
- с 9 апреля по сентябрь 1929 года — ответственный секретарь Тульского губернского комитета ВКП(б).
- с 21 мая по 4 сентября 1929 года — ответственный секретарь Организационного бюро ВКП(б) по Тульскому округу.
- 7 сентября 192 по 30 апреля 1930 года — ответственный секретарь Тульского окружного комитета ВКП(б).
- с апреля 1930 года — ответственный инструктор ЦК ВКП(б).
- с 1932 по февраль 1934 года — заместитель народного комиссара путей сообщения СССР (по другой версии, заместитель наркома связи СССР).
- с 1 марта 1937 года — 1-й заместитель народного комиссара юстиции СССР.
- в 1940−1941 годах — в Гослитиздате, ответственный редактор журнала «30 дней».

В 1934-1937 член Комиссии партийного контроля при ЦК ВКП(б).
Избирался членом ВЦИК и ЦИК СССР, делегатом 13−16 съездов ВКП(б).
В 1941 году, после начала Великой Отечественной войны, вступил добровольцем в Народное ополчение Москвы и погиб под Ельней Смоленской области.
Похоронен на Новодевичьем кладбище.